# Ryska tjuven
Ryska tjuven är en rysk film från 1997 i regi av Pavel Tjuchraj.

## Handling
Filmen utspelar sig i Sovjetunionen, under Stalinepoken, vid 1940-talets slut och 1950-talets början. Den unga änkan Katja, ensamstående mor till pojken Sanja, träffar en stilig officer på ett tåg. Han förför henne och de blir ett par. Officeren i fråga, Toljan kallad, är dock inte alls den han utger sig för att vara, utan drar sig fram, från stad till stad, på olika stöldturnéer. För pojken Sanja, som inledningsvis inte alls accepterar moderns nye man, blir han trots allt ett slags fadersgestalt. Toljan charmar många i sin omgivning genom sitt stiliga yttre, sin generositet och sin påstådda  position som krigsveteran. Både Katja och Sanja inser det ofördelaktiga i livet med honom, men ingen av dem förmår att göra något åt det.

## Utmärkelser
Filmen nominerades till en Golden Globe Award för bästa utländska film samt en Oscar för bästa utländska film. I Ryssland tilldelades den bland annat Nika för bästa film. Den hade biopremiär i Sverige den 4 september 1998 och blev en kritikerfavorit.

## Rollista (urval)
- Vladimir Masjkov - Toljan
- Jekaterina Rednikova - Katja
- Misja Filiptjuk - Sanja
- Amalia Mordvinova – Doktorns fru
- Lidia Savtjenko – Baba Tanja
- Julia Artamonova – Ingenjörens fru
- Jurij Beljajev – Sanja (vid 48 års ålder)
- Dmitrij Tjigarjov – Sanja (vid 12 års ålder)